# Potres u Irpiniji 1980.
Potres u Irpiniji 1980. (tal. Terremoto dell'Irpinia) dogodio se u Italiji 23. studenog 1980., s magnitudom momenta od 6,9 i maksimalnim Mercallijevim intenzitetom od X (ekstremno). Ostavila je najmanje 2483 mrtvih, najmanje 7700 ozlijeđenih i 250 000 beskućnika.

## Događaj
Potres se dogodio u 18:34 UTC (19:34 lokalno), sa središtem u selu Castelnuovo di Conza, Kampanija, južna Italija. Nakon prvog potresa uslijedilo je 90 naknadnih potresa. Bila su tri glavna potresa, svaki s epicentrom na drugom mjestu, unutar 80 sekundi. Najveći udar zabilježio je vršno ubrzanje od 0,38g, s 10 sekundi gibanja većim od 0,1g. Kombinacija tri glavna šoka proizvela je 70 sekundi trešnje veće od 0,01 g. Stoga je podrhtavanje bilo jako i dugo je trajalo. Najviše su pogođeni gradovi u pokrajini Avellino. U Sant'Angelo dei Lombardi 300 je ubijeno, uključujući 27 djece u sirotištu, a osamdeset posto grada je uništeno, a mnoge povijesne zgrade ostale su u ruševinama jer se grad nikada nije u potpunosti oporavio do 2021. Stotinu je nastradalo u Balvanu kada se srednjovjekovna crkva srušila tijekom nedjeljne službe. Gradovi Lioni, Conza della Campania (blizu epicentra) i Teora su uništeni, a deseci građevina u Napulju su sravnjeni sa zemljom, uključujući stambenu zgradu od 10 katova. Šteta je bila više od 26.000 km2, uključujući Napulj i Salerno.

## Obnova
Talijanska vlada potrošila je 59 trilijuna lira na obnovu, dok su druge nacije poslale priloge. Zapadna Njemačka je doprinijela s 32 milijuna američkih dolara (USD), a Sjedinjene Države sa 70 milijuna američkih dolara.
Međutim, početkom 1990-ih izbio je veliki korupcijski skandal. Od milijardi lira koje su bile namijenjene za pomoć stradalima i obnovu, najveći dio nestao je iz fondova za obnovu nakon potresa 1980-ih. Od 40 milijardi dolara potrošenih na obnovu nakon potresa, procjenjuje se da je 20 milijardi dolara otišlo na stvaranje potpuno nove društvene klase milijunaša u regiji, 6,4 milijarde dolara otišlo je kriminalnoj Camorri, dok je još 4 milijarde dolara otišlo političarima na mito. Samo preostalih 9,6 milijardi dolara, četvrtina ukupnog iznosa, potrošeno je zapravo na potrebe ljudi.
Camorra je nakon potresa ušla u građevinsku industriju.

## Daljnje čitanje
- Porfido, Sabina; Alessio, Giuliana; Gaudiosi, Germana; Nappi, Rosa; Michetti, Alessandro Maria; Spiga, Efisio. 2021. Photographic Reportage on the Rebuilding after the Irpinia–Basilicata 1980 Earthquake (Southern Italy). Geosciences. 11 (1): 6. doi:10.3390/geosciences11010006

## Vanjske poveznice
- (tal.) INGV - sismica Map
- (tal.) Memory and Images Earthquake 1980
- (tal.) Earthquake 1980 Gesualdo  Arhivirana inačica izvorne stranice od 12. ožujka 2007. (Wayback Machine)
- (tal.) INGV page on the earthquake
- Dank für die deutsche Hilfe (njemački). Hamburger Abendblatt. 4. prosinca 1980.
- The International Seismological Centre has a bibliography and/or authoritative data for this event.